# 6480 Scarlatti
6480 Scarlatti eller 1988 PM1 är en asteroid i huvudbältet som upptäcktes den 12 augusti 1988 av den belgiske astronomen Eric W. Elst vid Haute-Provence-observatoriet. Den är uppkallad efter den italienska tonsättaren Domenico Scarlatti.
Asteroiden har en diameter på ungefär 3 kilometer och den tillhör asteroidgruppen Nysa.